# Pseudomyrmex caeciliae

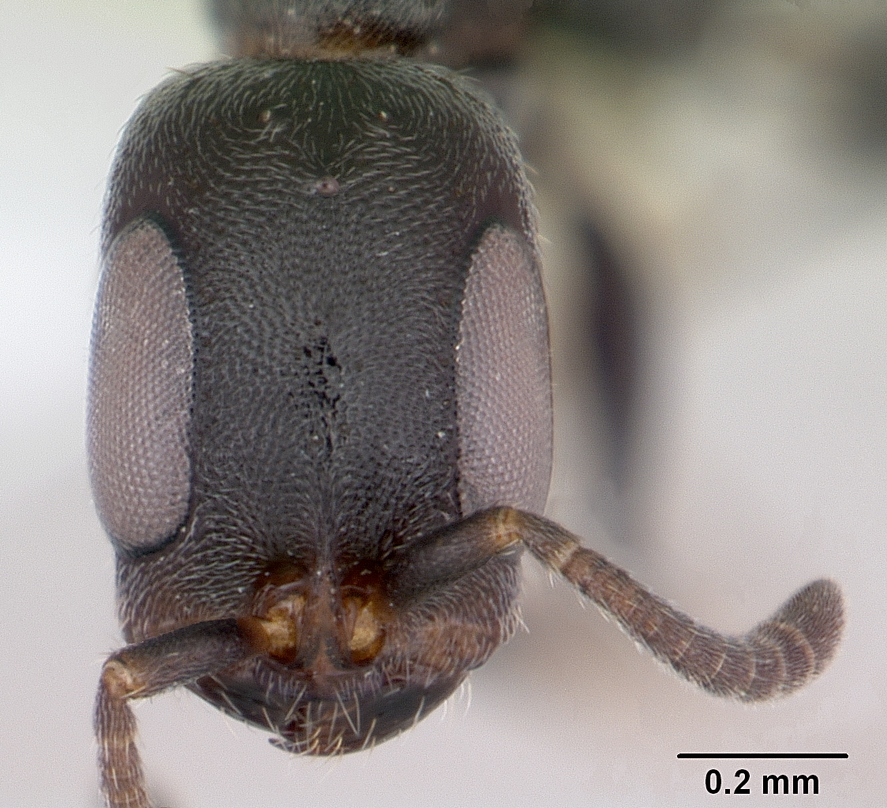

Pseudomyrmex caeciliae  (лат.) — вид древесных муравьёв рода Pseudomyrmex из подсемейства Pseudomyrmecinae (Formicidae). Новый Свет.

## Распространение
Северная Америка: США, Мексика, Гватемала, Гондурас, Коста-Рика, Никарагуа, Панама.

## Описание
Мелкого размера муравьи буровато-чёрного цвета (усики светлее). Длина головы рабочих (HL) 0,73 — 0,91 мм, ширина головы (HW) 0,51 — 0,61 мм. Имеют относительно крупные глаза и сильное жало. Тело узкое, ноги короткие. Стебелёк между грудкой и брюшком состоит из двух узловидных члеников (петиоль и постпетиоль).
Живут в полостях живых деревьев и кустарников различных растений рода Quercus и Prosopis, с которыми находятся во взаимовыгодных отношениях.

## Систематика
Вид был впервые описан в 1913 году швейцарским энтомологом Огюстом Форелем, валидный статус подтверждён в 1980-1990-е годы в ходе ревизии американским энтомологом Филом Уардом (Ward, P. S.). Принадлежит к видовой группе oculatus species group, близок  к видам Pseudomyrmex cubaensis и Pseudomyrmex urbanus.